# Tomé Diogo
Tomé Diogo (* 5. Mai 1952 in Dili) war Sergeant der Streitkräfte Indonesiens TNI. Er wird für verschiedene Menschenrechtsverletzungen im Jahr 1999, am Ende der Besatzung Osttimors durch Indonesien, verantwortlich gemacht. Einige Angaben bezeichnen ihn als Nachrichtenoffizier des Militärischen Kommandos im osttimoresischen Distrikt Liquiçá. Diogo ist selbst osttimoresischer Herkunft.

## Vorwürfe
Diogo gilt als eine der Hauptverantwortlichen für die Morde und Vergewaltigungen im Umfeld des Unabhängigkeitsreferendums in Osttimor von 1999 in den Orten Bazartete und Buku Mera sowie anderen umliegenden Orten im Distrikt Liquiçá. Ob er auch beim Kirchenmassaker von Liquiçá anwesend war, ist umstritten. Untersuchungen des UNTAET Crime Scene Detachment aus dem Jahr 2000 legen dies nahe, auch in der osttimoresischen Anklageschrift wird Diogo vorgeworfen, er habe selbst in die Kirche geschossen und später geholfen, die Leichen zu beseitigen (Case 21/ 2001 clauses 112-113, 119-120). Auch die Beteiligung an der Ermordung von fünf Unabhängigkeitsaktivisten und dem Verschwinden eines weiteren wird Diogo zur Last gelegt (clauses 132-136, 141-146), ebenso die Teilnahme am Überfall auf das Haus von Manuel Carrascalão (Case 2/ 2002).
Diogos übliche Vorgehensweise war es angeblich, den stärksten Mann eines Dorfes in Gewahrsam zu nehmen und ihn öffentlich zu foltern. Diogo trug dabei selten eine Uniform, doch waren Soldaten der TNI fast immer anwesend, die im Falle von Widerstand eingegriffen hätten. Ebenfalls oft mit dabei waren Mitglieder der Besi Merah Putih-Miliz. Ehemalige Milizionäre behaupten, Diogo hätte ihnen Anordnungen und Befehle erteilt. Laut der Anklageschrift (Case 21/ 2001 clause 51) soll Diogo im April 1999 für die Ausweitung des Aktionsbereichs der Besi Merah Putih von Maubara auf den ganzen Distrikt Liquiçá verantwortlich gewesen sein. Eine Mitgliedschaft in der pro-indonesischen Miliz, neben seinem Dienst in der indonesischen Armee, ist nicht belegt.
Im Dezember 2002 soll Diogo angeblich einige Milizen angestiftet haben, Überfälle auf osttimoresisches Gebiet vom indonesischen Atambua (Westtimor) aus durchzuführen. Die mit automatischen Waffen ausgerüsteten Milizionäre ermordeten am 4. Januar 2003 sieben ehemalige Führer des osttimoresischen Widerstandes in Tiarlelo und Laubono, nahe Atsabe.

## Belege
- Serious Crimes Units (Memento vom 26. Juni 2010 im Internet Archive)
- Villagechief: Masters of Terror
- Sydney Morning Herald, 21. Januar 2003, Indonesian army link to Timor incursions

| Personendaten    | Personendaten                                            |
| ---------------- | -------------------------------------------------------- |
| NAME             | Diogo, Tomé                                              |
| ALTERNATIVNAMEN  | Diogo, Tome                                              |
| KURZBESCHREIBUNG | osttimoresisches Mitglied der indonesischen Streitkräfte |
| GEBURTSDATUM     | 5. Mai 1952                                              |
| GEBURTSORT       | Dili                                                     |